# Кубок России по международным шашкам 2015
Кубок России по международным шашкам 2015 года среди мужчин и женщин прошёл с 18 по 30 сентября в пос. Лоо (Краснодарский край). Одновременно проходили ещё два соревнования: Чемпионат России по русским шашкам и Всероссийские соревнования по русским шашкам.
Обладатели Кубка определялись в трёх программах: с классическим контролем времени, по быстрой игре и по молниеносной игре. Система проведения — круговая система.
Главный судья, спортивный судья всероссийской категории С. С. Бонадыков (г. Тверь).
Главный секретарь, спортивный судья всероссийской категории А.А. Голоян (г. Брянск).
В борьбу во всех программах вступило около 30 спортсменов из 13 регионов России.

## Результаты
1. Марсель Шарафутдинов (Башкортостан)
2. Айсен Андреев (Якутия)
3. Антон Пермяков (Якутия)
1. Андрей Калмаков (Тверская область)
2. Гаврил Колесов (Якутия)
3. Денис Шогин (Татарстан)
1. Гаврил Колесов (Якутия)
2. Николай Гуляев (Якутия)
3. Андрей Калмаков (Тверская область)
1. Наталья Шестакова (Якутия)
2. Екатерина Чиркова (Тверская область)
3. Сайыына Попова (Якутия)
1. Ника Леопольдова (Санкт-Петербург)
2. Аяника Кычкина (Якутия)
3. Екатерина Чиркова (Тверская область)
1. Наталья Шестакова (Якутия)
2. Сайыына Попова (Якутия)
3. Аяника Кычкина (Якутия)